# Cryphia tephra
Cryphia tephra är en fjärilsart som beskrevs av Charles Boursin 1960. Cryphia tephra ingår i släktet Cryphia och familjen nattflyn. Inga underarter finns listade i Catalogue of Life.